# Cincinnatus Leconte
Pour les articles homonymes, voir Leconte.
Jean-Jacques Dessalines Michel Cincinnatus Leconte dit Cincinnatus Leconte, né le 29 septembre 1854 à Saint-Michel de l'Attalaye et mort le 8 août 1912 à Port-au-Prince, est un homme politique et militaire haïtien qui est président de la République du 14 août 1911 jusqu'à sa mort le 8 août 1912.
Officier, il étudie à l'université de Mayence avant d'entamer une carrière politique. Élu président après la démission de Antoine Simon, son mandat prend fin le 8 août 1912 par un terrible attentat perpétré par des opposants politiques. Cette action qui n'avait pour but initial que de mettre en garde le président, entraîne le décès de celui-ci avec plusieurs membres de sa famille et de nombreux soldats, ainsi que la destruction d'une partie du Palais national. 
Après la mort du président Cincinnatus, le pays est en crise. Le Conseil des Secrétaires d'État composé de Horatius Limage Philippe, Jean-Pierre Joseph Edmond Lespinasse, Antoine Constantin Sansaricq, Jacques Nicolas Léger, John Déjoie Laroche et Tertullien Marcelin Guilbaud, dirige le pays pendant quelques heures, puisque ce même jour, l'Assemblée nationale se réunit et élit Tancrède Auguste pour lui succéder.
L'un de ses neveux, Joseph Laroche, est le seul passager noir à bord du Titanic qui a coulé dans la nuit du 14 au 15 avril 1912.

## Carrière politique
Descendant d'un fils naturel de Jean-Jacques Dessalines, Leconte, avocat de profession, est ministre de l'Intérieur sous le régime de Nord Alexis. Il est contraint à l'exil en Jamaïque après la révolution de 1908 qui renverse Alexis et donne la présidence à François Antoine Simon.
Leconte est ministre des Travaux publics et de l'Agriculture sous la présidence de Tirésias Simon Sam. Après la démission du président le 12 mai 1902, l'Assemblée nationale est chargée de choisir un successeur. Leconte est le choix préféré de l'Assemblée, mais l'élection n'a pas lieu en raison de troubles civils,. En raison de la chute du gouvernement Sam et de sa persécution par Nord Alexis dans le procès de la consolidation, Leconte passe des années en exil.
De retour d'exil en 1911 après l'amnistie du président Simon, Leconte entre dans l'opposition au sein du parti national. Il prend la tête d'un mouvement populaire et contraint le président Simon à la démission. Le 7 août 1911, Leconte est élu à l'unanimité président de la République par le Congrès pour un mandat de sept ans. Son salaire est fixé à 24 000 $ par an.

## Président de la République
À son arrivée à la présidence, Leconte institue un certain nombre de réformes: pavage des rues, augmentation des salaires des enseignants, installation de lignes téléphoniques et diminution de la taille de l'armée. Collier's Weekly soutient en août 1912 qu'il est « généralement admis » que l'administration de Leconte est « le gouvernement le plus habile et le plus propre qu'Haïti ait en quarante ans ». Zora Neale Hurston, écrivant dans les années 1930 après des recherches approfondies en Haïti, souligne que Leconte est « crédité d'avoir entamé de nombreuses réformes et avoir généralement pris des mesures positives ».
Leconte mène une politique discriminatoire à l'égard de la population syrienne locale (migrants chrétiens de Syrie ottomane), un groupe minoritaire déjà persécuté. Avant d'accéder à la présidence, Leconte a promis de débarrasser Haïti de sa population syrienne. En 1912, le ministre des Affaires étrangères publie une déclaration déclarant qu'il est « nécessaire de protéger les nationaux contre la concurrence déloyale des Orientaux dont la nationalité est incertaine ». Une loi de 1903 (visant spécifiquement les Syriens) limitant les niveaux d'immigration et les activités commerciales des étrangers est relancée, et le harcèlement des Syriens qui a prévalu dans les premières années des années 1900 reprend. L'administration Leconte continue cependant de traiter les plaintes déposées par des Syriens persécutés par le gouvernement de Nord Alexis. Lorsque Leconte meurt subitement en 1912, un certain nombre de Syriens célébrent son décès et sont emprisonnés en conséquence, tandis que d'autres sont déportés. Sa politique « syrienne » est néanmoins poursuivie par ses successeurs.

## Mort
Malgré son élection pour un mandat de sept ans, le mandat de Leconte est de courte durée. Le 8 août 1912, une violente explosion détruit le Palais national, tuant le président et plusieurs centaines de soldats. Un rapport d' Associated Press à l'époque note :

« La force de l'explosion était si grande, qu'un certain nombre de petits canons, des fragments de fer et d'obus ont été lancés sur de longues distances dans toutes les directions, et de nombreux agents du palais ont été tués. Chaque maison de la ville a été violemment secouée et toute la population, très alarmée, s'est précipitée dans la rue. »

Un compte rendu de 1912 de l'explosion du Political Science Quarterly rapporte qu'un « allumage accidentel de magasins de munitions cause la mort du président Cincinnatus Leconte » tandis qu'un article de 1927 dans le même journal considère sa mort comme un « assassinat ». Les histoires orales circulant en Haïti – dont certaines ont été relatées par Hurston dans les années 1930 dans son livre Tell My Horse: Voodoo and Life in Haiti and Jamaica  – diffèrent considérablement de la plupart des récits écrits. Comme l'explique Hurston, « les livres d'histoire disent tous que Cincinnatus Leconte est mort dans l'explosion qui a détruit le palais, mais les gens ne le disent pas de cette façon. Aucune personne, haute ou basse, ne m'a jamais dit que Leconte avait été tué par l'explosion. Il est généralement admis que la destruction du palais devait couvrir le fait que le président était déjà mort. » Selon Hurston, il y avait « de nombreuses raisons invoquées pour le présumé assassinat », mais les principaux acteurs du complot supposé étaient des hommes « ambitieux et susceptibles de gagner le pouvoir politique par la mort du président Leconte ».
Quelques mois seulement avant la mort de Leconte, son neveu, Joseph Laroche, a été l'un des 2200 passagers et membres d'équipage à bord du RMS Titanic pour son premier voyage. Alors que l'épouse et les filles de Laroche survivent au naufrage du paquebot, Laroche lui-même, le seul homme d'origine africaine à bord du navire, périt dans la catastrophe.